# Camarophyllopsis microspora
Camarophyllopsis microspora är en svampart som först beskrevs av A.H. Sm. & Hesler, och fick sitt nu gällande namn av Marcel Bon 1996. Camarophyllopsis microspora ingår i släktet Camarophyllopsis och familjen Hygrophoraceae.   Inga underarter finns listade i Catalogue of Life.